# Hernhill
Hernhill es una parroquia civil y un pueblo del distrito de Swale, en el condado de Kent (Inglaterra). Según el censo de 2011, tiene una población de 692 habitantes.

## Geografía
Según la Oficina Nacional de Estadística británica, Hernhill tiene una superficie de 10,6 km².

## Demografía
Según el censo de 2001, Hernhill tenía 637 habitantes (47,72% varones, 52,28% mujeres) y una densidad de población de 60,09 hab/km². El 23,7% eran menores de 16 años, el 69,7% tenían entre 16 y 74 y el 6,59% eran mayores de 74. La media de edad era de 39,34 años. Del total de habitantes con 16 o más años, el 20,37% estaban solteros, el 61,32% casados y el 18,31% divorciados o viudos.
El 93,09% de los habitantes eran originarios del Reino Unido. El resto de países europeos englobaban al 2,2% de la población, mientras que el 4,71% había nacido en cualquier otro lugar. Según su grupo étnico, el 99,53% eran blancos y el 0,47% asiáticos. El cristianismo era profesado por el 74,25%, el judaísmo por el 0,94% y el islam por el 0,47%. El 16,01% no eran religiosos y el 8,32% no marcaron ninguna opción en el censo.
317 habitantes eran económicamente activos, 304 de ellos (95,9%) empleados y 13 (4,1%) desempleados. Había 252 hogares con residentes y 11 vacíos.